# 太陽を盗め
『太陽を盗め』（たいようをぬすめ、Duffy）は1968年に公開されたイギリス-アメリカ合衆国合作のコメディ・クライム映画。監督ロバート・パリッシュ。出演ジェームズ・コバーン、ジェームズ・メイソン、ジェームズ・フォックス、スザンナ・ヨーク。
1967年の報道では、元々はフランス語で「一緒に」という意味の『アベック・アベック（Avec-Avec）』というタイトルだったが、コロンビア映画が出演者の抗議を無視して映画のタイトルを変更したという。

## あらすじ
ステファンとダフィーの兄弟は、海運業で巨万の富を得た父カルバートに不満を抱いていた。彼らはステファンの恋人セゴリーンと、彫刻家のダフィを仲間にして、数百万ドルを積んで運ぶボート『オシリス号』をハイジャックして現金を強奪する作戦を立てる。
ステファンとセゴリーンは聖職者のふりをしてオシリス号に乗り込む。ダフィと合流すると変装して船長から金庫の番号を聞き出し、まんまと金を盗み出す。
盗んだ金は袋に詰めて紐でベルトにくくりつけ、アントニーが用意した釣船まで潜水服で泳いでたどり着き、そこからヘリコプターで脱走。金で買った死体とダイナマイトによる船の爆破で証拠を隠滅する。
金を詰めた袋を海岸に隠し、全ては成功したかに思えたが、ダフィの元に両替の交渉でてこずっているので空港に来て欲しいという内容のものと、それとは全く逆のことが書いてある、2通の手紙が届く。
不審がるダフィは、手紙に記されていた現物引き渡し予定地のホテルへ向かう。実はセゴリーンとカルバートはグルで、保険金を得た上で盗まれた金も頂いてしまおうと企んでいた。
そこでダフィは警官の前で「盗まれた金を見つけた」フリをする。ダフィは礼金を受け取ってひとり立ち去って行った。

## キャスト
| 役名           | 俳優                   | 日本語吹替                        |
| 役名           | 俳優                   | 日本テレビ版                      |
| -------------- | ---------------------- | --------------------------------- |
| ダフィ         | ジェームズ・コバーン   | 草野大悟                          |
| カルバート     | ジェームズ・メイソン   | 原保美                            |
| アントニー     | ジョン・アルダートン   | 東野孝彦                          |
| ステファン     | ジェームズ・フォックス | 津嘉山正種                        |
| セゴリーン     | スザンナ・ヨーク       | 池田和歌子                        |
| ショーラー船長 | ガイ・ディギー         |                                   |
| ボニヴェ       | カール・デューリング   | 青野武                            |
| スペイン人     | トゥッテ・レムコウ     |                                   |
| アブドゥル     | マルヌ・メイトランド   | 上田敏也                          |
| ガラン         | アンヂレ・マランヌ     |                                   |
| ダンサー       | ジュリー・メンデス     |                                   |
| バキルジャン   | バリー・ショージン     |                                   |
| 不明 その他    |                        | 鎗田順吉 飯塚昭三                 |
| 演出           | 演出                   | 本田保則                          |
| 翻訳           | 翻訳                   | 宇津木道子                        |
| 効果           | 効果                   | TFC                               |
| 調整           | 調整                   | 今関幸一                          |
| 制作           | 制作                   | 東北新社                          |
| 解説           | 解説                   | 水野晴郎                          |
| 初回放送       | 初回放送               | 1973年8月1日 『水曜ロードショー』 |

※日本語吹替は上記の他、1978年にオムニバスプロモーションが制作したものも存在する。

## スタッフ
- 監督：ロバート・パリッシュ
- 製作：マーティン・マヌリス
- 原作：ピエール・ド・ラサール/ドナルド・キャメル
- 脚本：ドナルド・キャメル/ハリー・ジョー・ブラウン・Jr/ピエール・ド・ラサール
- 撮影：オットー・ヘラー
- 音楽：アーニー・フリーマン